# Паломбаја ди Торнимпарте (Л'Аквила)
Паломбаја ди Торнимпарте (итал. Palombaia di Tornimparte) је насеље у Италији у округу Л'Аквила, региону Абруцо.
Према процени из 2011. у насељу је живело 51 становника. Насеље се налази на надморској висини од 719 м.